# Challenger de Estambul 2013
El PTT Cup 2013 fue un torneo de tenis profesional que se jugó en pistas duras. Se trató de la 26ª edición del torneo que forma parte del ATP Challenger Tour 2013 . Tuvo lugar en Estambul, Turquía entre el 8 y el 14 de julio de 2013.

## Jugadores participantes del cuadro de individuales

### Cabezas de serie
| País                   | Jugador             | Rank1 | Favorito |
| Bandera de Bélgica     | David Goffin        | 83    | 1        |
| Bandera de Israel      | Dudi Sela           | 88    | 2        |
| Bandera de Alemania    | Benjamin Becker     | 92    | 3        |
| Bandera de Rusia       | Teimuraz Gabashvili | 137   | 4        |
| Bandera de Suiza       | Marco Chiudinelli   | 159   | 5        |
| Bandera de Bielorrusia | Uladzimir Ignatik   | 162   | 6        |
| Bandera de Turquía     | Marsel İlhan        | 180   | 7        |
| Bandera de Kazajistán  | Mikhail Kukushkin   | 191   | 8        |
| ---------------------- | ------------------- | ----- | -------- |

- 1 Se ha tomado en cuenta el ranking del día 24 de junio de 2013.

### Otros participantes
Los siguientes jugadores recibieron una invitación (wild card), por lo tanto ingresan directamente al cuadro principal:
- Tuna Altuna
- Durukan Durmus
- Baris Erguden
- Anil Yuksel

Los siguientes jugadores ingresan al cuadro principal como alternantes:
- Edward Corrie
- Maximilian Neuchrist
- Mate Pavić

Los siguientes jugadores ingresan al cuadro principal tras disputar el cuadro clasificatorio:
- Filip Veger
- David Rice
- Mikhail Ledovskikh
- Alexander Kudryavtsev

## Campeones

### Individual Masculino
- Benjamin Becker derrotó en la final a  Dudi Sela por 6-1, 2-6, 3-2r

### Dobles Masculino
- James Cluskey /  Fabrice Martin derrotaron en la final a  Brydan Klein /  Ruan Roelofse por 3–6, 6–3, [10–5].